# Tunovo
Tunovo (szerbül: Туново), település Szerbiában, a Raškai körzet Novi Pazar községében.

## Népesség
- 1948-ban 297 lakosa volt.
- 1953-ban 316 lakosa volt.
- 1961-ben 362 lakosa volt.
- 1971-ben 313 lakosa volt.
- 1981-ben 257 lakosa volt.
- 1991-ben 186 lakosa volt.
- 2002-ben 128 lakosa volt, akik mindannyian szerbek.